# Archipiélago de Lamu
El  archipiélago de Lamu es un grupo de pequeñas islas del océano Índico muy cercanas a la costa de Kenia. La isla más al sur es la isla de Lamu y la más al norte Kiunga, cerca de la frontera con Somalia. La más conocida después de Lamu, es Pate. Las de mayor extensión son Pate, Manda (con aeropuerto) y Lama. En Kiwayu se encuentra  la Kiunga Marine National Reserve. El archipiélago forma parte del distrito de Lamu.
La principal ciudad es la antigua ciudad de Lamu, capital de la isla del mismo nombre, del archipiélago y del distrito administrativo; la ciudad está declarada Patrimonio de la Humanidad (World Heritage Site). Otros lugares destacados por su importancia histórica son Takwa y Manda (en la isla de Manda), Shanga (en Pate) y Shela (en Lamu). 
Una expedición china, dirigida por el admirante Zheng He, visitó estas islas ya en el año 1415.

## Las mezquitas del archipiélago de Lamu
Durante siglos, la costa suajili de África oriental ha sido una encrucijada cultural. Las mezquitas, que son el centro de la vida religiosa de la región, dan testimonio de este rico patrimonio. Su arquitectura no sólo refleja las tradiciones islámicas, sino también las influencias artísticas de los distintos socios comerciales. Esto es particularmente evidente en el diseño del mihrab, el nicho de oración de importancia simbólica dentro de una mezquita.
Los siglos XVIII y XIX fueron una época de importantes cambios en la costa suajili, especialmente en el archipiélago de Lamu. Se dice que el ascenso de Pate como fuerza política importante que desafiaba el control portugués de Mombasa fue el catalizador de un estilo distintivo de "nuevo mihrab swahili". Este artículo analiza el desarrollo de este estilo único y examina sus rasgos clave, las influencias que le dieron forma y los ejemplos destacados.
El periodo se caracterizó por la proliferación de mezquitas. Entre 1750 y 1820 se construyeron 22 mezquitas en la ciudad de Lamu y 12 en Pate. Se desarrolló un nuevo estilo de mihrab (nicho de oración), caracterizado por dos elementos clave: un uso pronunciado del estuco para la decoración y la adopción del arco trilobulado.
El arco trilobulado, una construcción más elaborada que el arco quebrado utilizado anteriormente, surgió en el siglo XVII bajo la influencia de los comerciantes indios. A finales del siglo XVIII, esta forma había evolucionado hacia un diseño polígamo. Las técnicas de construcción de los arcos del mihrab consistían en sillares de coral unidos con mortero, cubiertos con una gruesa capa de estuco y rematados con arcos apuntados con un saliente central.
La decoración desempeñó un papel importante en el nuevo estilo. Los tímpanos, las zonas empotradas sobre el arco, continuaron la tradición de incrustaciones de cerámica vista en Pate. Sin embargo, el material utilizado para la joroba central cambió del coral al estuco. El marco del propio mihrab se decoró con paneles de estuco con motivos geométricos. El interior del ábside del mihrab estaba decorado con molduras triangulares de estuco, mientras que la bóveda semicúpula tenía una superficie acanalada.
Ejemplos de este estilo incluyen un mihrab en Lamu con una inscripción de 1753 y mihrab en Simambaya y Utondwe (Tanzania) de 1796 y 1782 respectivamente. Curiosamente, las mezquitas omaníes construidas durante este periodo guardaban un gran parecido con los modelos suajili, con crujías paralelas al muro de la qibla y un mihrab saliente. La mezquita omaní de Simambaya, construida entre 1725 y 1765, es un ejemplo de esta similitud.
Un ejemplo posterior, la mezquita suajili Wa Deule en Shela (Lamu), construida en 1848 según una inscripción en el mihrab, muestra el uso continuado del arco trilobulado. Este mihrab en particular estaba enmarcado por molduras semicirculares y decorado con paneles con motivos florales y geométricos.
La influencia de factores externos también es evidente en este desarrollo arquitectónico. El florecimiento de este nuevo estilo encuentra paralelos en las mezquitas yemeníes, particularmente en Surat, donde los mihrab con arcos trilobulados finamente tallados indican una creciente relación económica con la India. La mezquita Ndia Kuu de Mombasa, excavada en 1985, pone de relieve esta influencia exterior. Esta mezquita del siglo XVII, probablemente utilizada por mercenarios indios y paquistaníes, tenía planta cuadrada, un pequeño mihrab decorado con volutas y arcadas ciegas de estilo indio, y dos pequeñas columnas flanqueando el saliente del mihrab.
En resumen, los siglos XVIII y XIX fueron testigos de un cambio dinámico en el diseño del mihrab en las mezquitas del archipiélago de Lamu. La aparición del paté, los cambios en el panorama político y las influencias externas de la India y Omán contribuyeron al desarrollo de un "estilo Lamu" distintivo, caracterizado por la adopción generalizada del arco trilobulado y el uso de decoración de estuco.

## Galería de imágenes

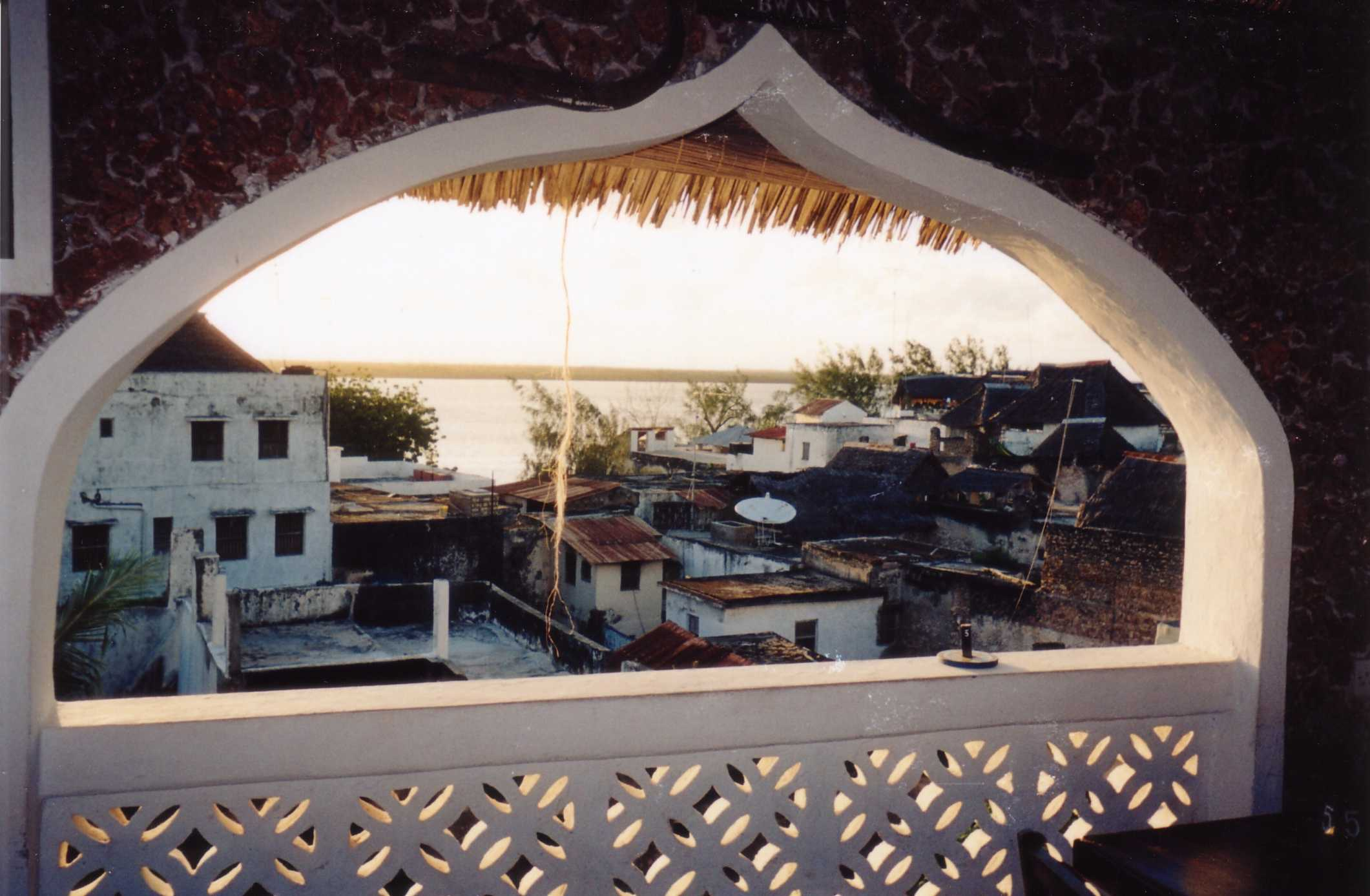
Vista de Antigua ciudad de Lamu, en la Isla de Lamu
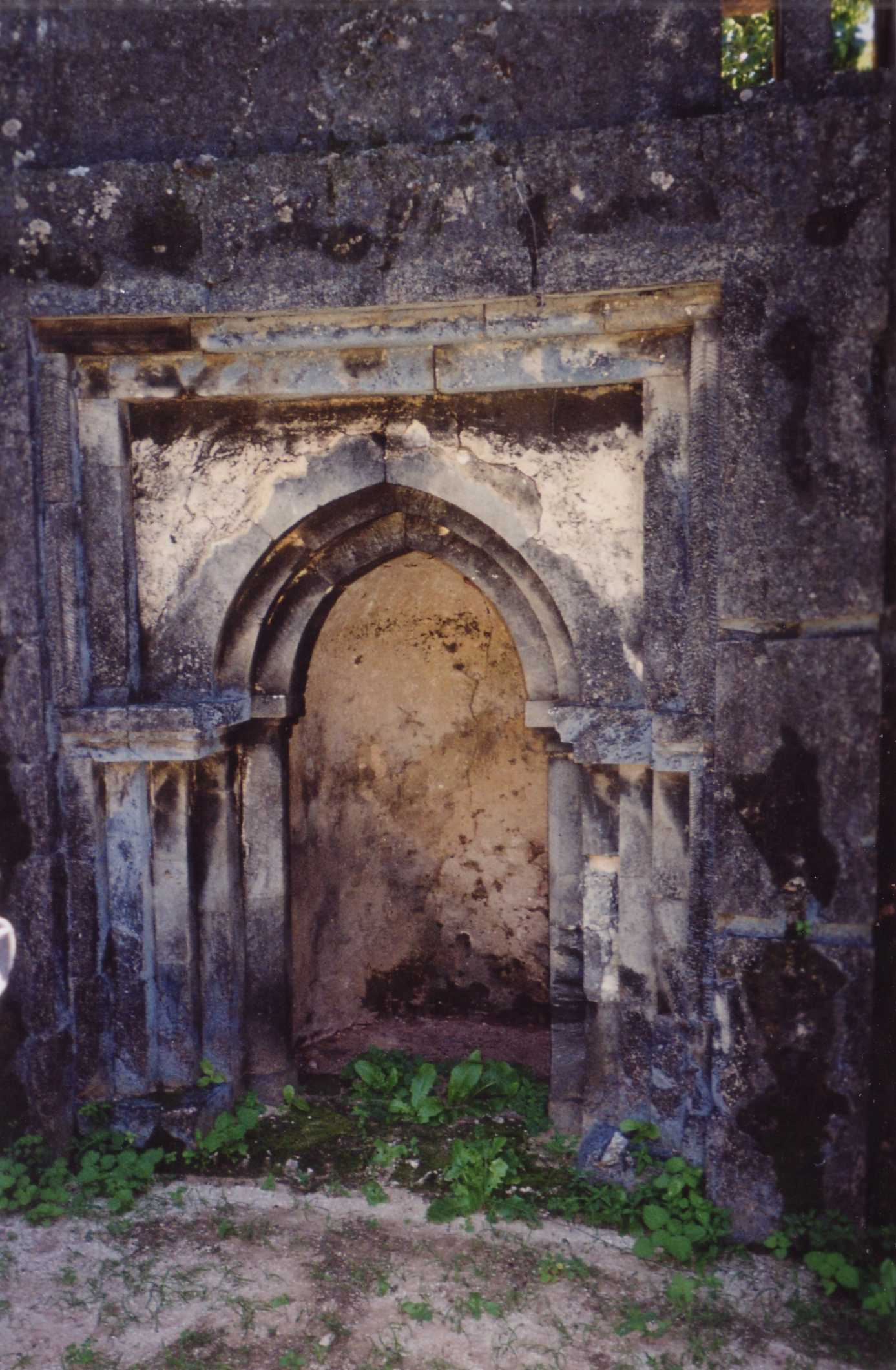
Las ruinas de Takwa del siglo XVI en la Isla de Manda
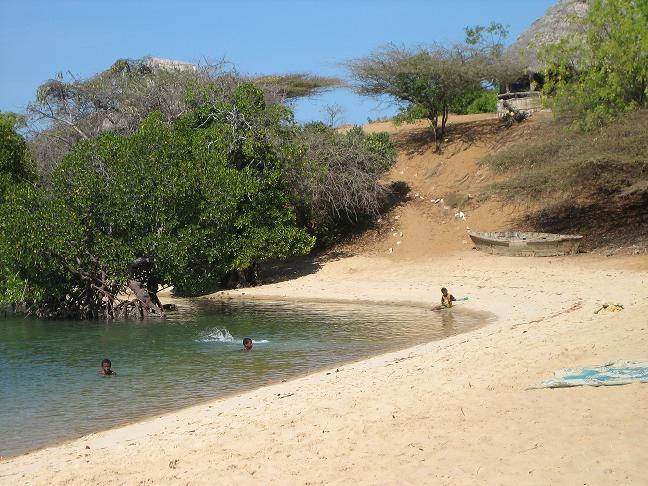
Parte occidental de la Isla Kiwayuu